# Microstegium fauriei
Microstegium fauriei là một loài thực vật có hoa trong họ Hòa thảo. Loài này được (Hayata) Honda mô tả khoa học đầu tiên năm 1930.